# زایدزیده، خوری-افرفلاکی
زایدزیده (به هلندی: Zuidzijde) یک منطقهٔ مسکونی در هلند است که در خوری-افرفلاکی واقع شده‌است. زایدزیده ۱۸۰ نفر جمعیت دارد.